# Çiniyeri, Tire
Çiniyeri là một xã thuộc huyện Tire, tỉnh İzmir, Thổ Nhĩ Kỳ. Dân số thời điểm năm 2010 là 689 người.